# سیستم طبیعت

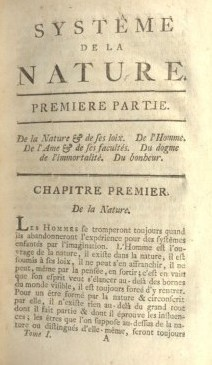
صفحه آغازین سیستم طبیعت

منظومه طبیعت، یا قوانین جهان اخلاق و جهان فیزیکی (به فرانسوی: Système de la Nature ou Des Loix du Monde Physique et du Monde Moral) اثری از فیلسوف فرانسوی بارون دولباخ (۱۷۲۳-۱۷۸۹) است. این کتاب در ابتدا زیر نام ژان باپتیست دی میراباود، از همکاران درگذشته عضو فرهنگستان علوم فرانسه منتشر شد. دولباخ این کتاب را در سال ۱۷۷۰ به صورت ناشناس، احتمالاً با همکاری دنی دیدرو و البته با پشتیبانی ژاک آندره نژون منتشر نمود.
در این کتاب او جهان را با استفاده از اصول مادّی‌گرایی فلسفی توصیف کرده‌است: «ذهن به وسیله مغز شناخته می‌شود، هیچ روحی خارج از بدن زنده وجود ندارد، جهان با قوانین قطعی فیزیک اداره می‌شود و اراده آزاد یک توهم است، هیچ محرک نامتحرکی وجود ندارد، و هر چیزی که باید روی دهد، رخ می‌دهد؛ چون اجتناب‌ناپذیر بایستی چنین شود.» این کتاب به صراحت وجود خدا را انکار می‌کند و استدلال می‌کند که اعتقاد به عالم بالا محصول ترس، عدم درک و انسان‌دیسی است.